# Acronicta hamamelis
Acronicta hamamelis är en fjärilsart som beskrevs av Achille Guenée 1852. Acronicta hamamelis ingår i släktet Acronicta och familjen nattflyn. Inga underarter finns listade i Catalogue of Life.